# Max Blondat

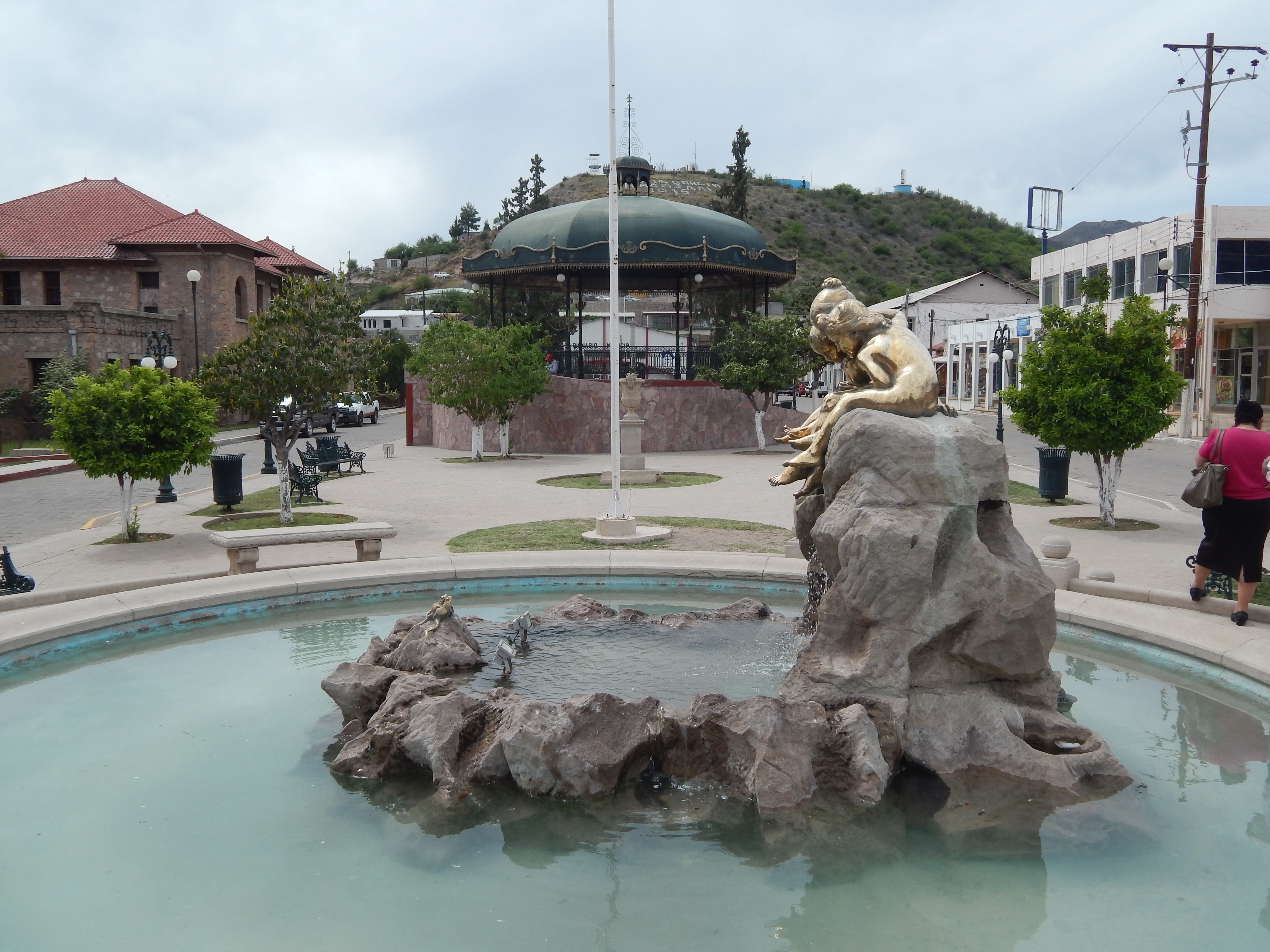
Fuente de la Juventud Nacozari Sonora

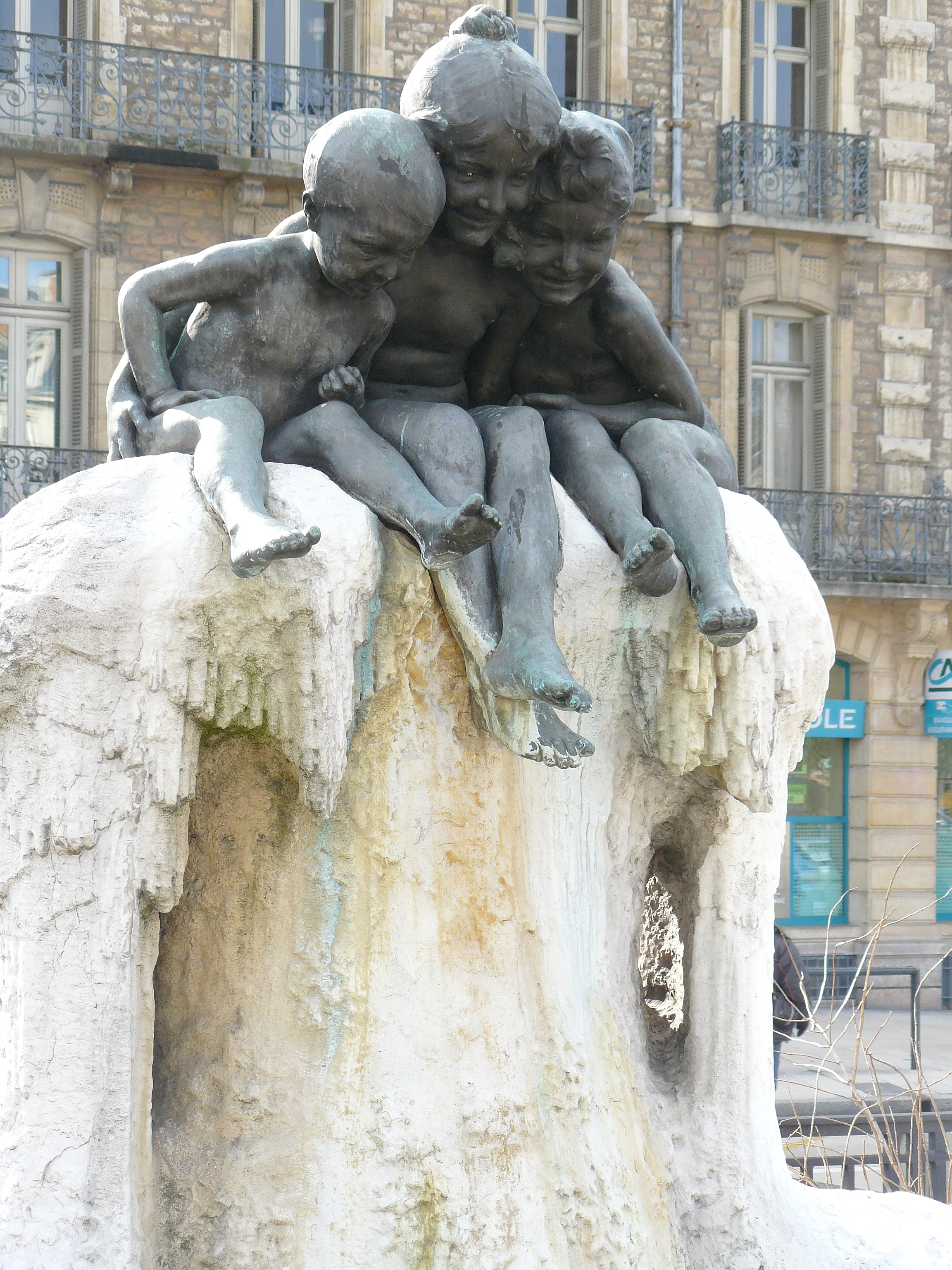
la Jeunesse.

Max Blondat (Crain, Borgoña, 30 de septiembre de 1872-París, 17 de noviembre de 1925) fue un escultor francés emblemático del Art nouveau y art déco.

## Datos biográficos
Maximilien Blondat era hijo de un tonelero. Entró como aprendiz de un escultor ornamental en 1886 y ya no dejó de trabajar la escultura en varios dominios y diferentes materiales. Llegó a París y comenzó a estudiar en 1889 en la École Germain-Pilon. En 1890, en el Salón de los artistas franceses (fr) por primera vez y presentó un medallón en yeso, posteriormente perfeccionó su técnica en el taller de Mathurin Moreau. En 1892, entró en la Escuela de Bellas Artes de París, firmando sus primeras realizaciones con el apellido materno Henry.
Trabajó la madera, la piedra, el vidrio, el bronce y destacó en las artes decorativas, la reducción de sus esculturas y la creación de pequeños objetos utilitarios: Las tapas de radiadores de automóviles, aldabas, relojes, bolsillos, ceniceros... También produjo cerámica con Edmond Lachenal la fábrica de Sèvres o trabajos de hierro forjado con Edgar Brandt (fr). Sus bronces son publicados por la fundición Siot-Decauville y la fundición Valsuani (fr). También creó joyas para Chambon y Hermès. En 1906, fue miembro fundador de la Sociedad de arte decorativo francés.
Una parte de sus obras está expuesta en el Museo de los Años Treinta en Boulogne-Billancourt. Una de sus creaciones más famosas es la fuente de la Jeunesse (la juventud) , que representa tres niños observan tres ranas. Podemos ver una copia en la plaza Darcy de Dijon, y otras Fontainebleau, en Alemania en Dusseldorf, en Argentina en Buenos Aires, en Ucrania en Odessa (variante), en Suiza en Zúrich, en los Estados Unidos en Denver y en México en Nacozari de García, Sonora.
Participó en el servicio de camuflaje ( los camaleones - Les Caméléons en francés), que dejó en 1917 para dirigir la École des Beaux-Arts de Dijon hasta 1919. Luego se dedicó a la realización de monumentos conmemorativos. Fue condecorado con la Cruz de Guerra 1914-1918 (fr) y oficial de la Legión de Honor en 1925. Vivió en el barrio de Parque de los Príncipes en Boulogne-Billancourt, una ciudad que dio su nombre a una de sus calles. Una calle en Auxerre también lleva su nombre.

## Obras

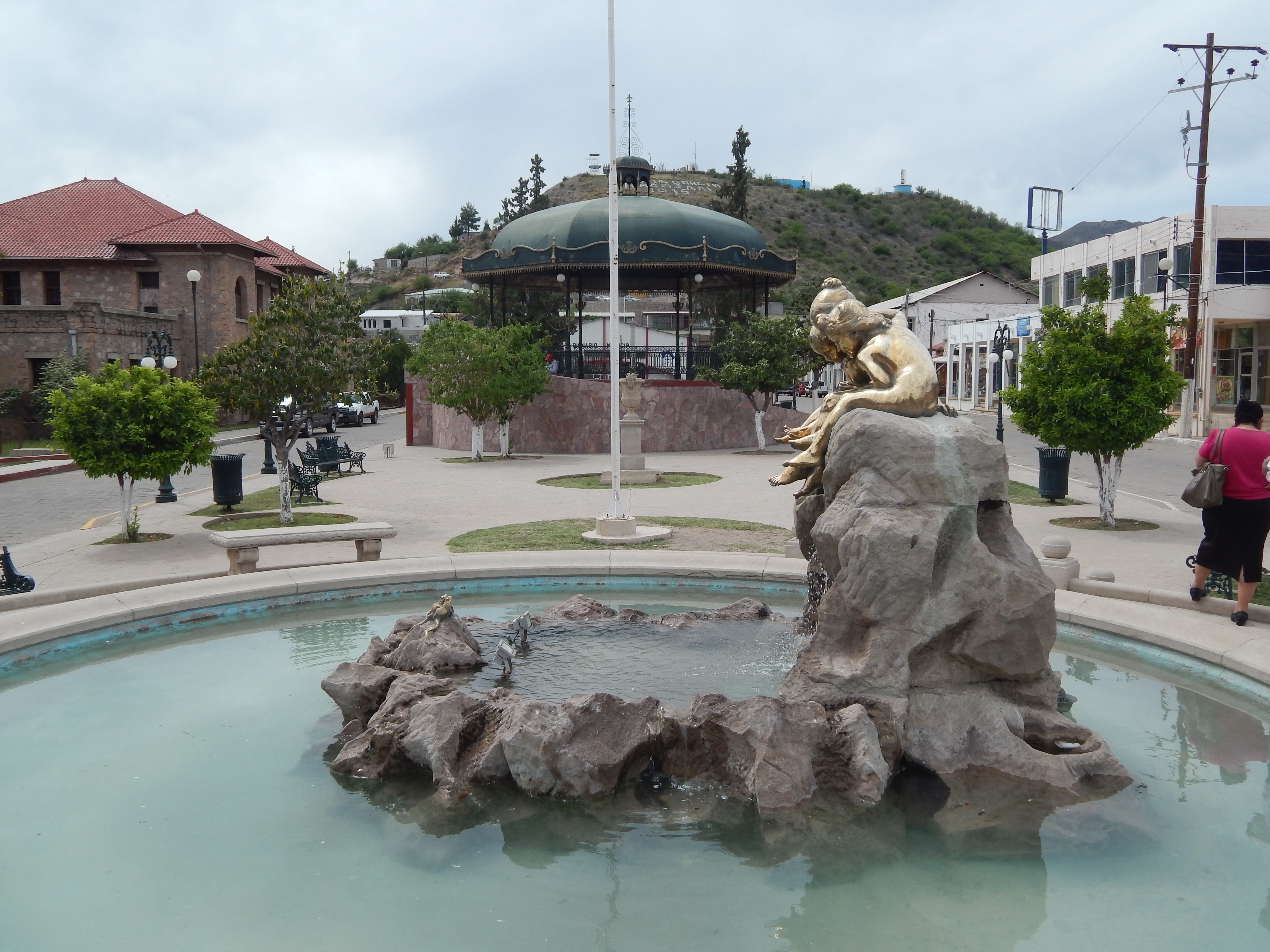
Fuente de la Juventud Nacozari Sonora

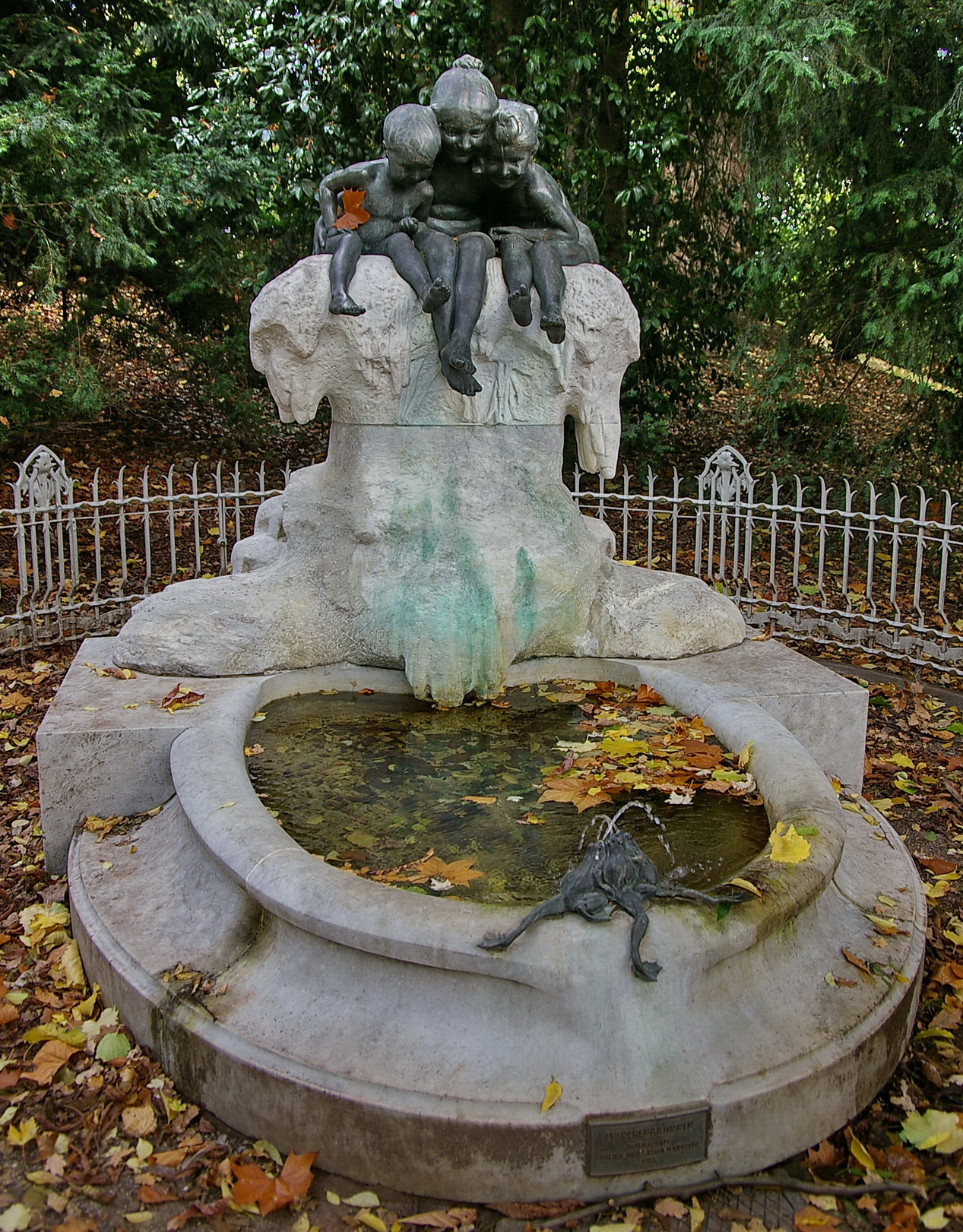
Jeunesse en Düsseldorf.

- Fuente Jeunesse Juventud (1904), bronce: tres niños, la reducción se reutilizó para diversos objetos decorativos.

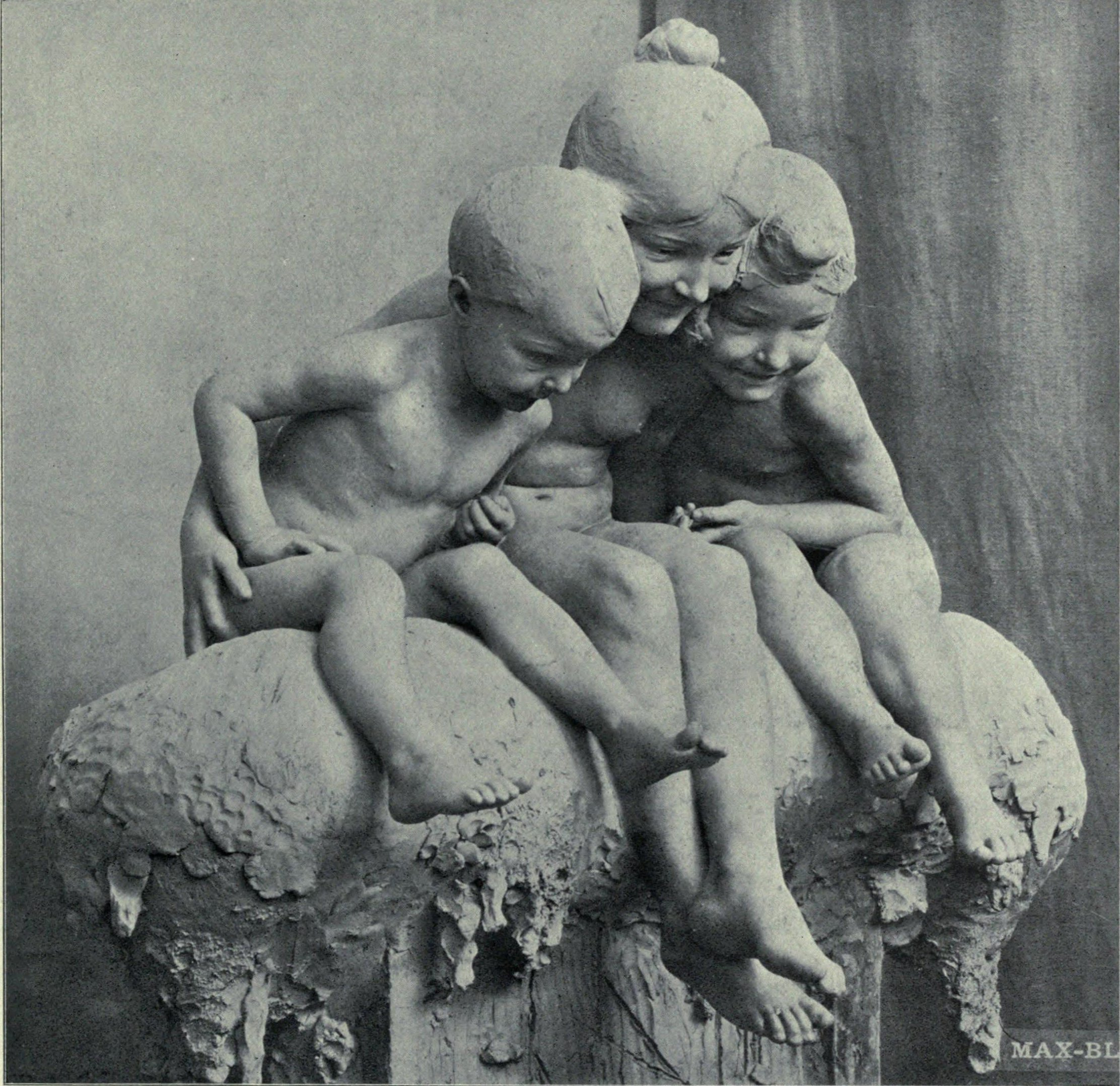
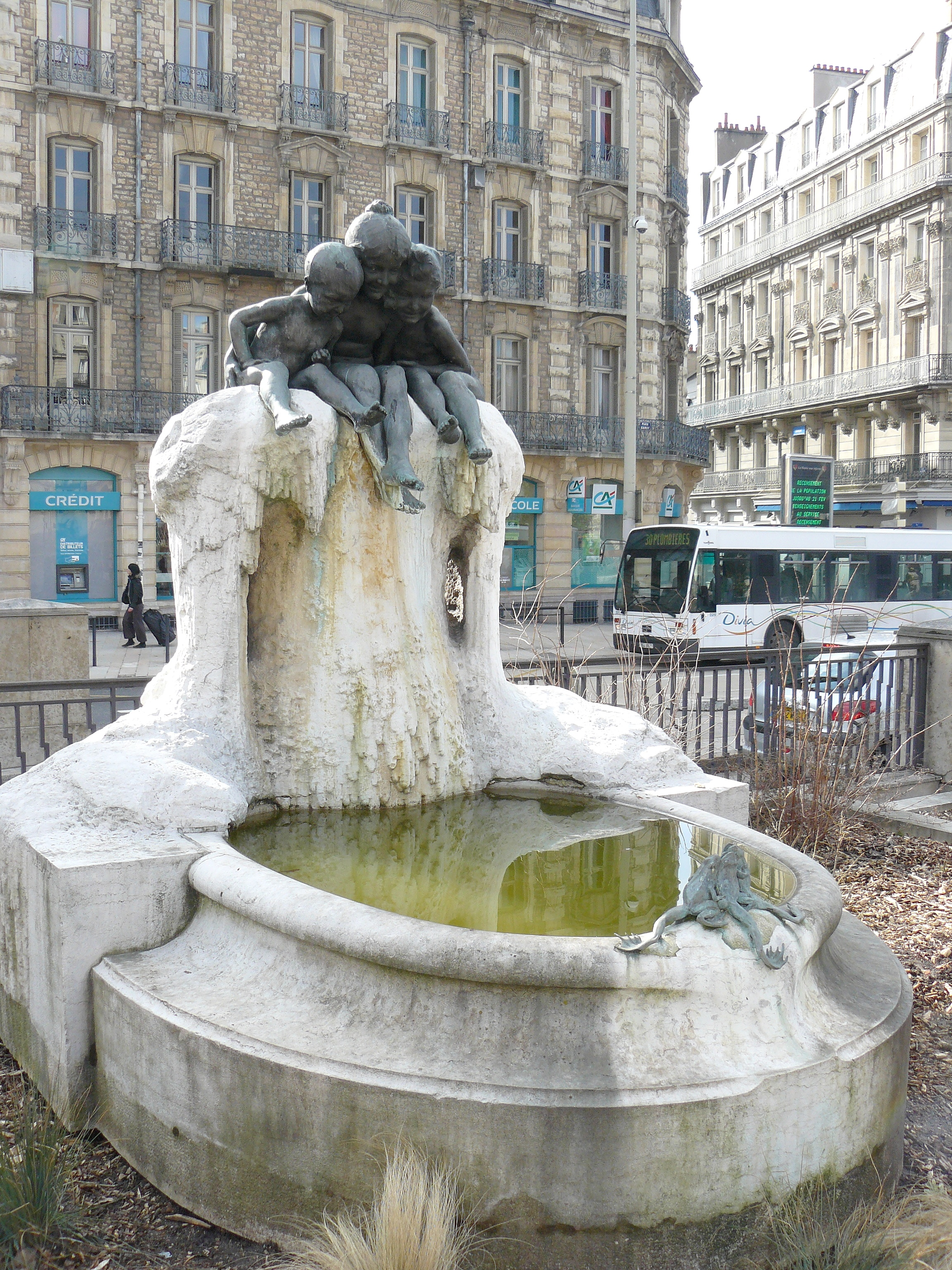
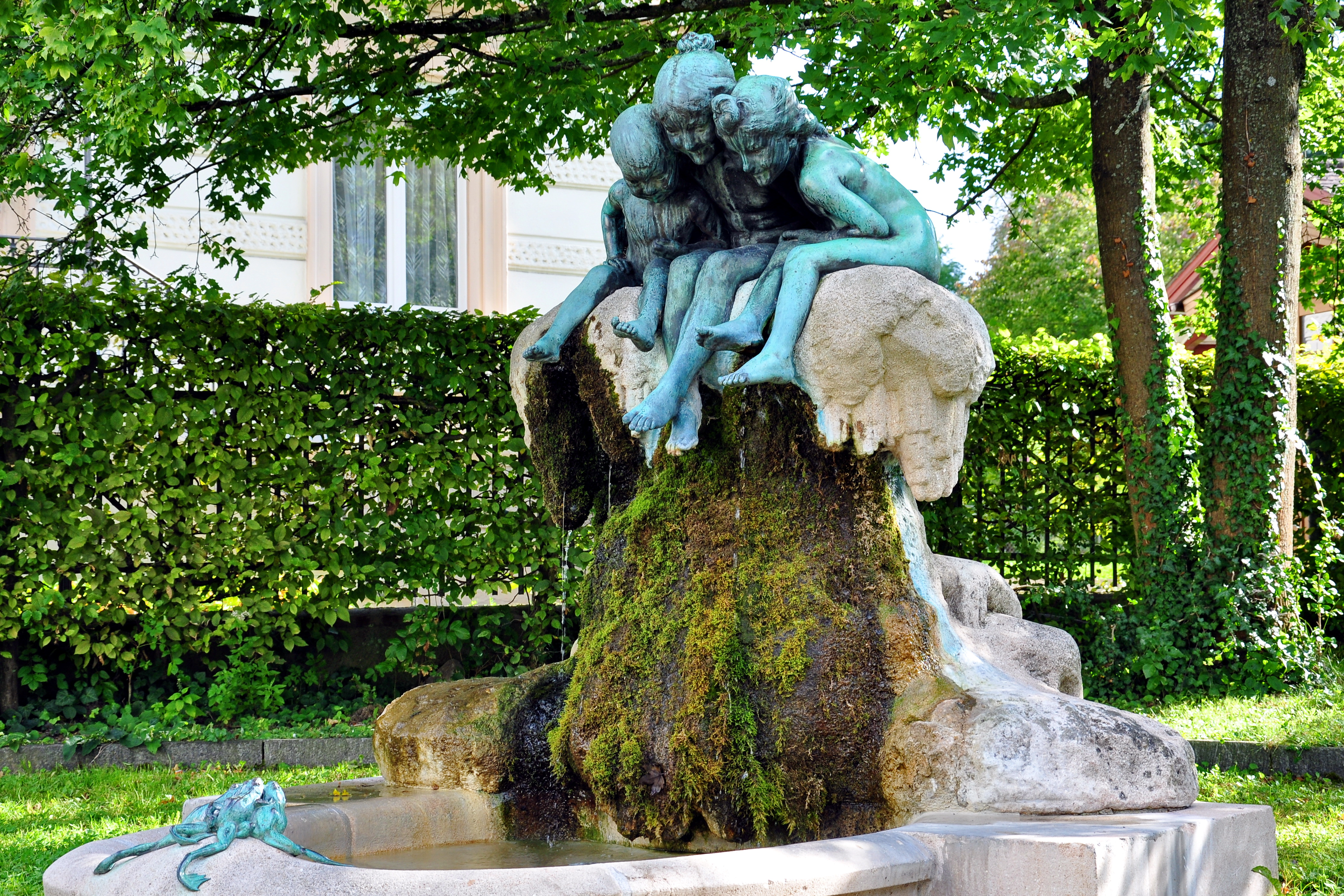
Zúrich
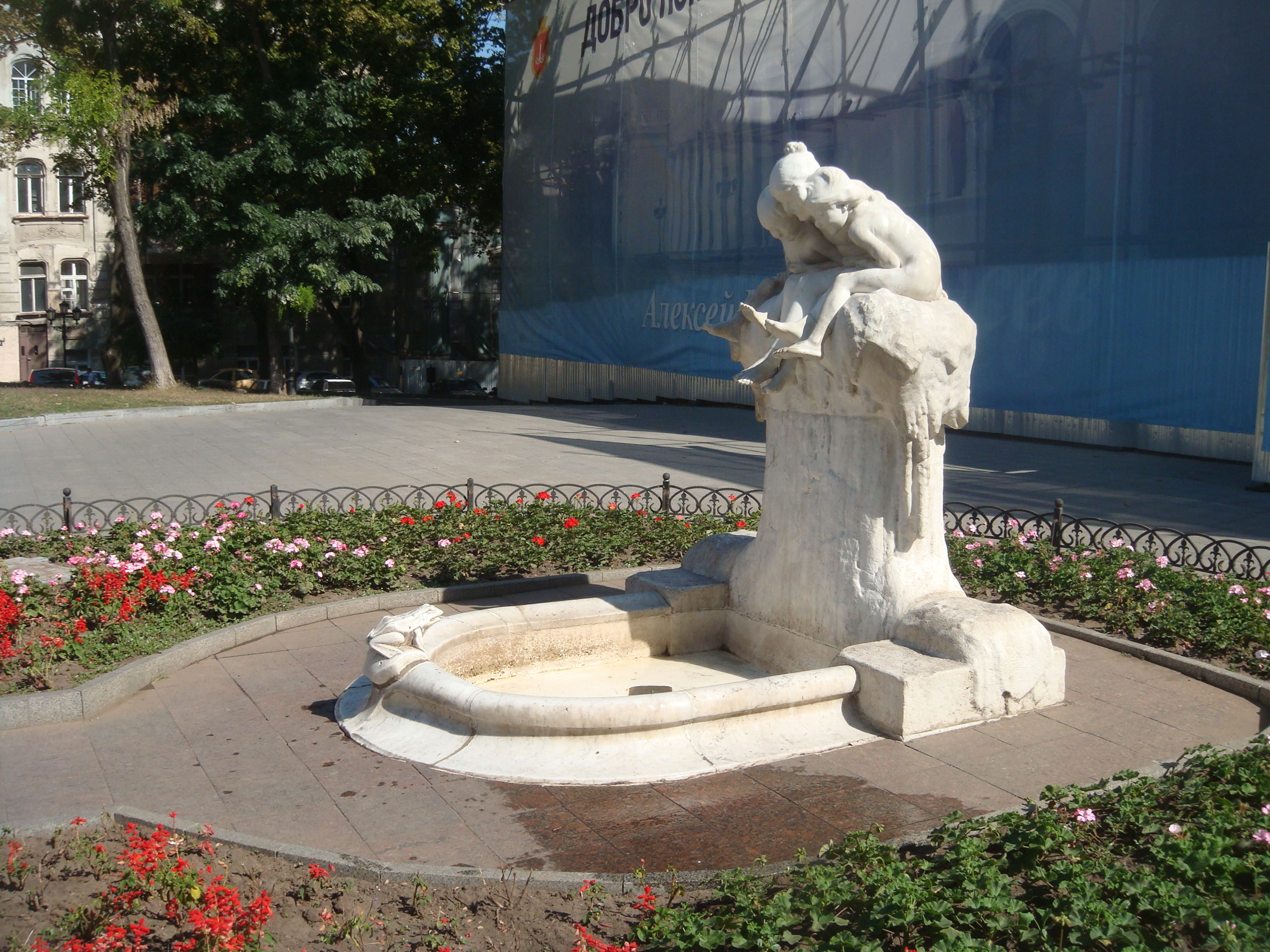
Odessa

- Amour - Amor (1904), mármol (anteriormente en el Museo de Luxemburgo de París y depositado en Miramas, la obra no está localizada desde entonces.)[2]

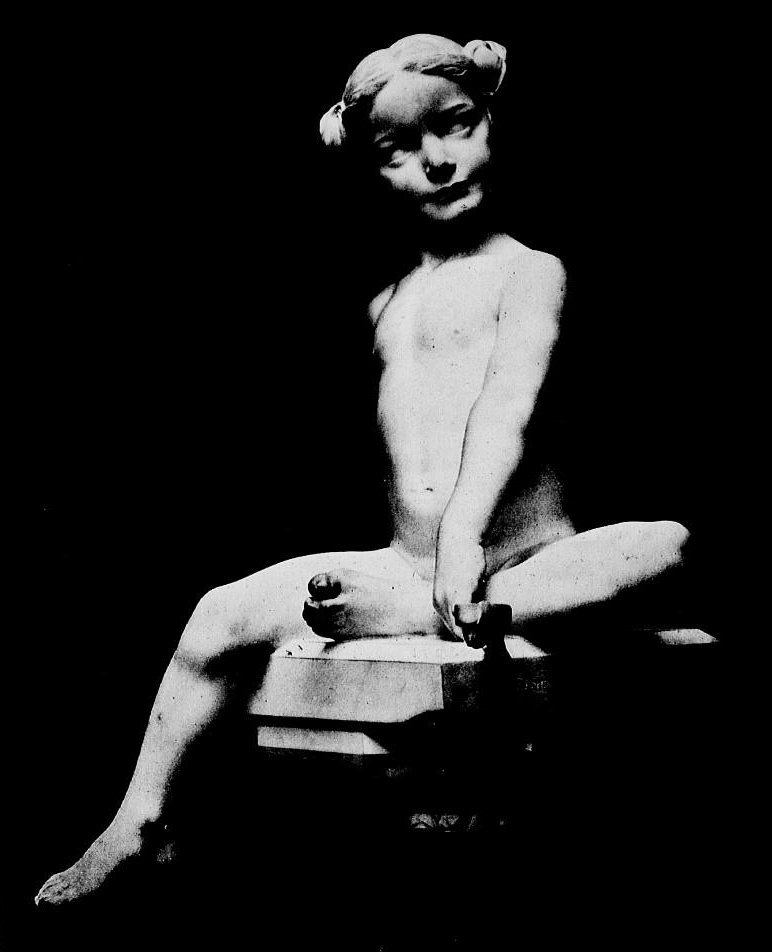
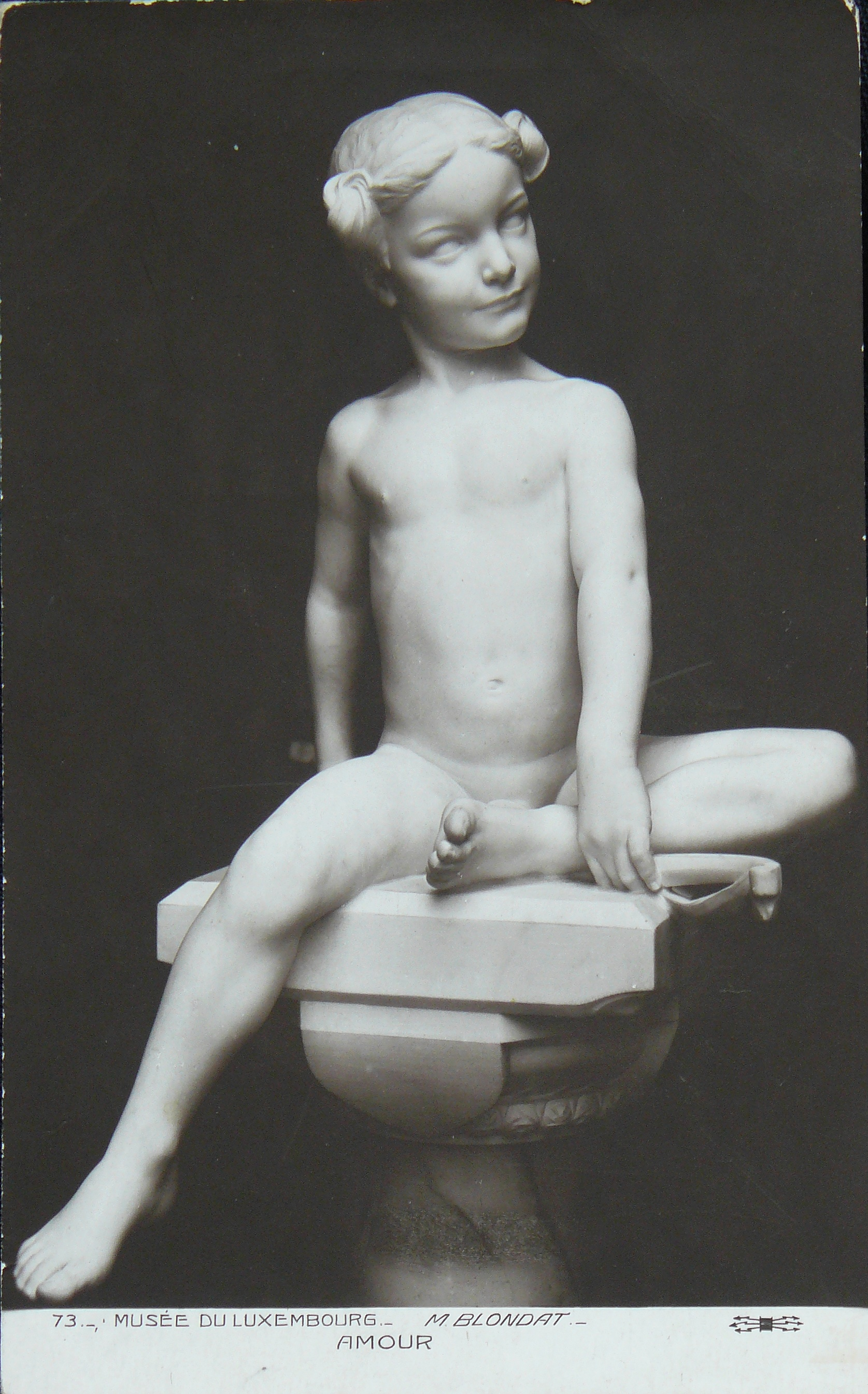

- Monumento para el centenario de la Escuela de Artes y Oficios (1906) a Chalons-en-Champagne.

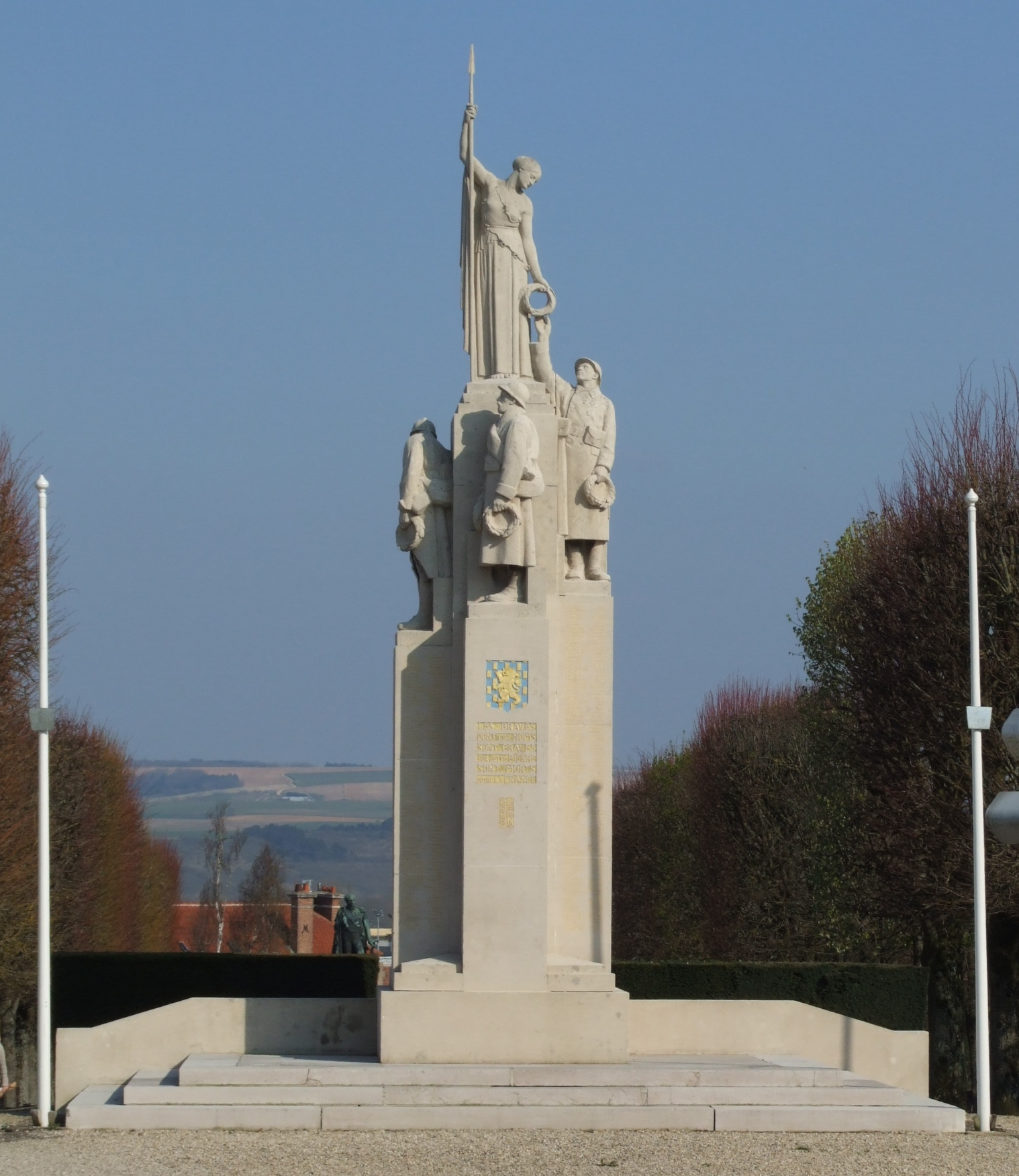
Monumento en Auxerre.

- Rires et Pleurs - Risas y lágrimas (1909), fuente de Zúrich.[3]
- L'Enfant endormi - El niño durmiente (1913), decoración de péndulo y grupo decorativo.
- Le Bébé à la boule - Bebé en la bola (1925), terracota y ediciones de bronce.
- Memorial a los muertos Le Partage des lauriers en Auxerre.
- Tumba de Juliette Hemmler en el cementerio del Père-Lachaise de París

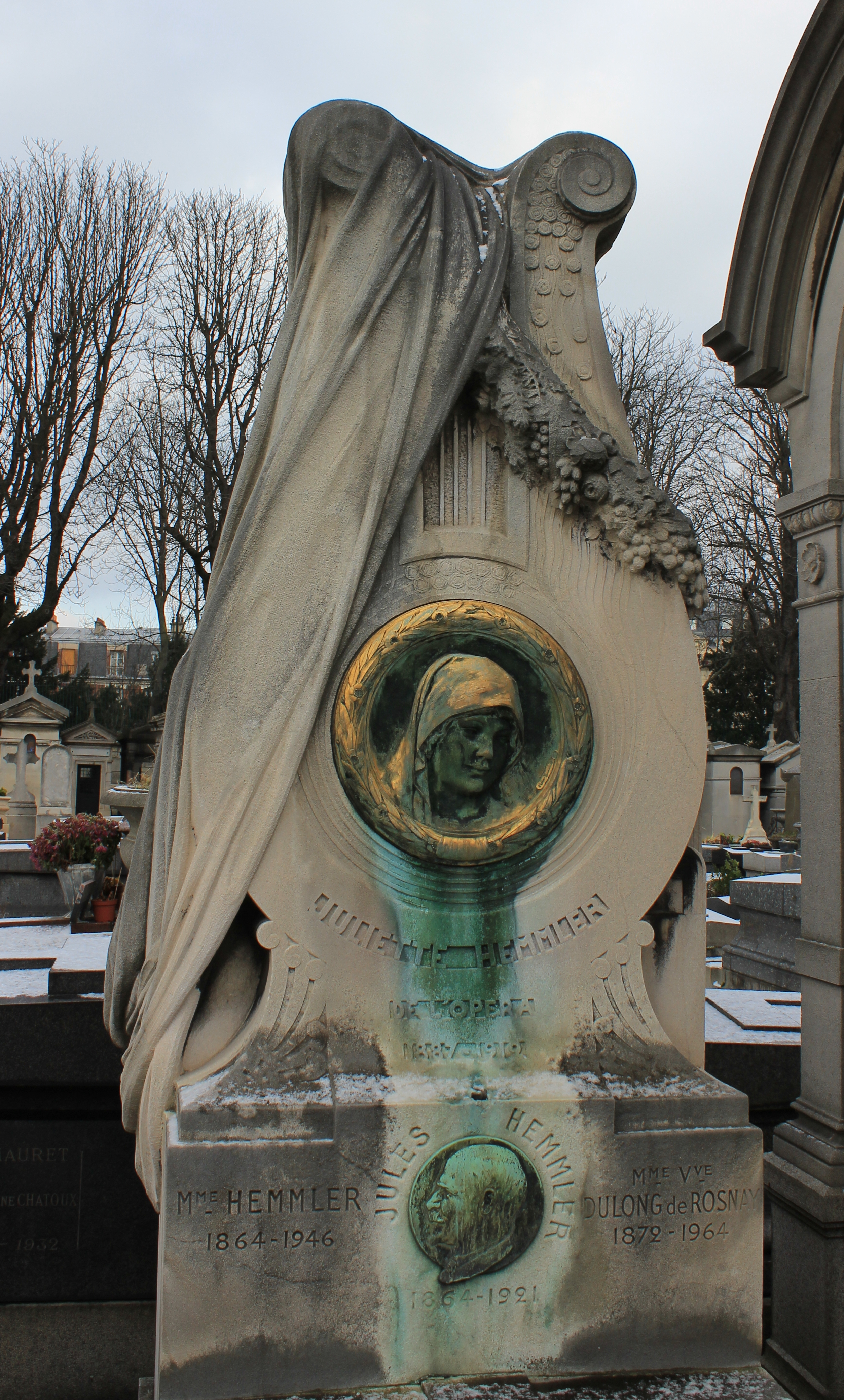
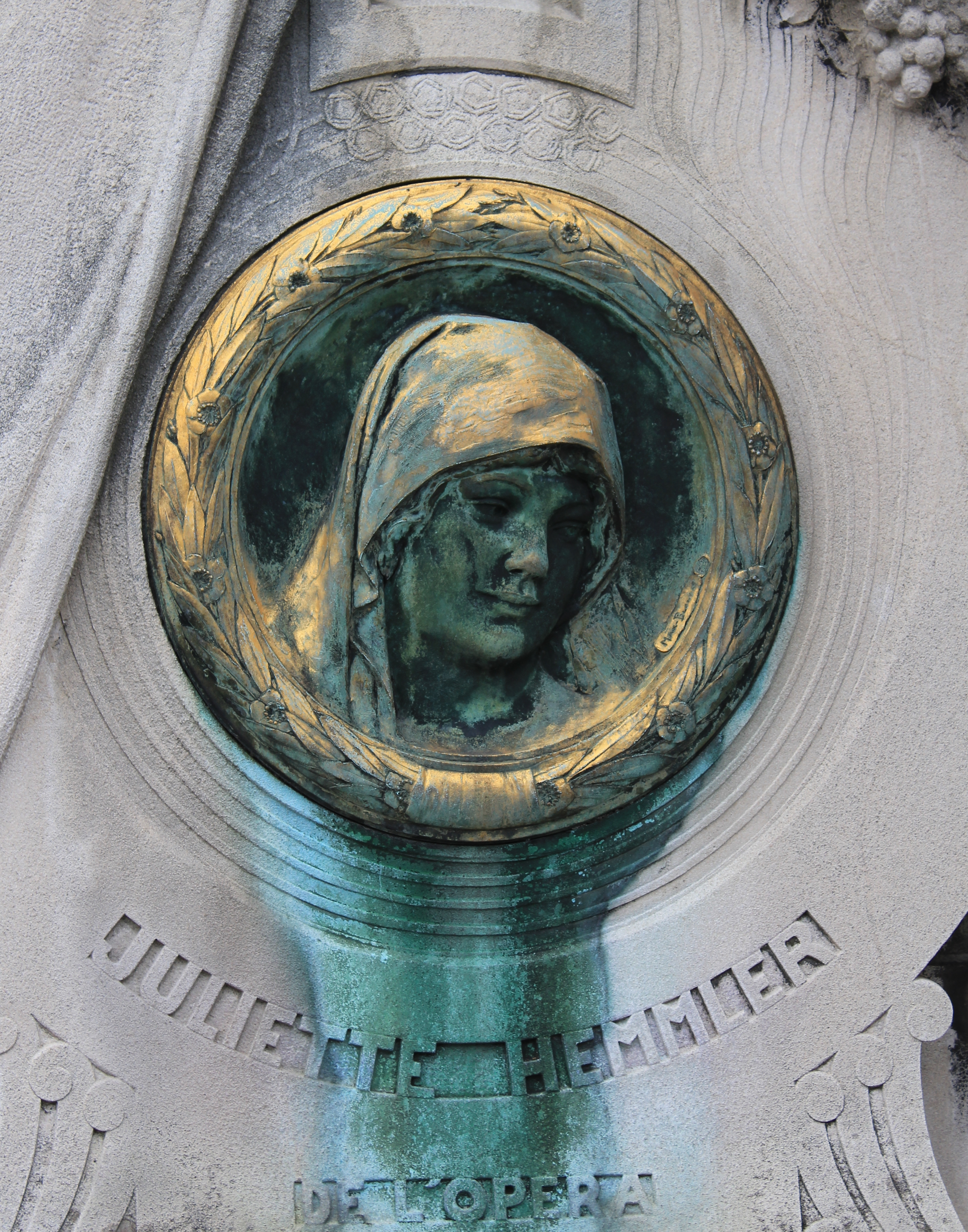
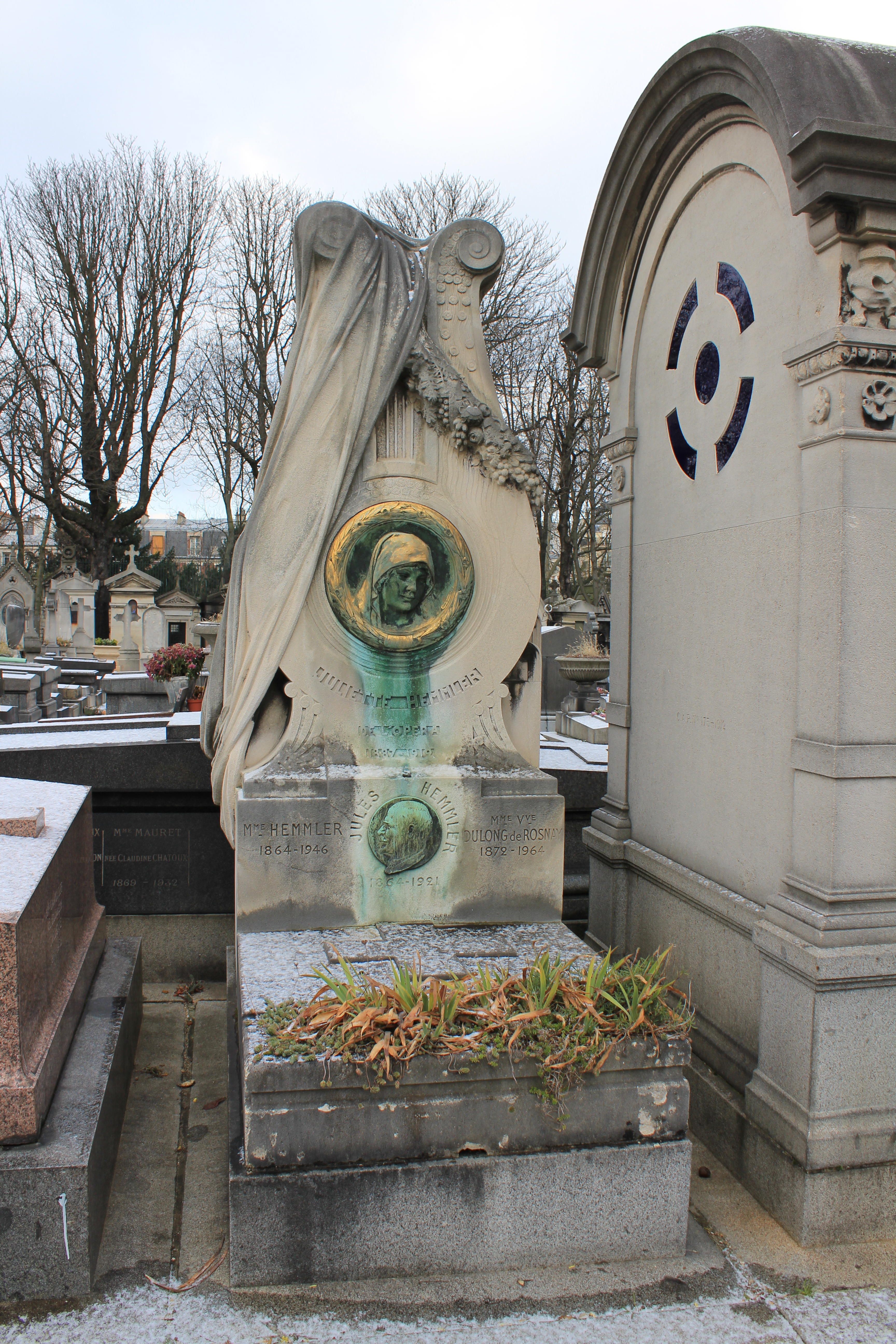